# Кармазь Микола Опанасович
Мико́ла Опана́сович Карма́зь (15 лютого 1927, Запоріжжя — 10 лютого 2012, Запоріжжя) — український живописець; член Спілки радянських художників України з 1970 року.

## Життєпис
Народився 15 лютого 1927 року в селі Вознесенівці (нині частина Запоріжжя). Брав участь у німецько-радянській війні. У 1951 році закінчив Московське художнє училище імені Надії Крупської (викладач А. Сидоров).
Протягом 1970—1992 років працював на Запорізькому художньо-виробничому комбінаті. Мешкав у Запоріжжі в будинку на вулиці Михайлова, № 17, квартира № 32 та у будинку на вулиці Горького, № 57, квартира № 179. Помер у Запоріжжі 10 лютого 2012 року.

## Творчість
Працював в галузі станкового живопису, переважно створював реалістичні пейзажі. Серед робіт:
- «Дніпровський пейзаж» (1964);
- «На просторах Дніпра» (1965);
- «Порт імені Володимира Леніна» (1967);
- «Сутінки» (1967);
- «Колгоспна ферма» (1968);
- «Будівництво зрошувальної системи» (1969);
- «Весна у полі» (1969; 1980);
- «Поля колгоспні» (1970);
- «Весна» (1971; 1988; 1986);
- «Поле» (1973);
- «Тихо» (1974);
- «Похмурий день» (1982);
- «Весна на Дніпрі» (1982);
- «Полудень» (1983);
- «Хлібне поле» (1984);
- «Хмарний день» (1985);
- «Земля Запорізька» (1977);
- «Біля озера» (1978);
- «Золота осінь» (1979);
- «Осінній пейзаж» (1980);
- «Після дощу» (1977, 1981);
- «Дніпрогес вночі» (1982);
- «Місячний пейзаж» (1991);
- «На просторах Дніпра» (1995);
- «Хортиця. Осінь на Дніпрі» (2005, картон, олія);
- «Земля» (2006);
- «Море» (2008, полотно, олія);
- «На березі моря» (2010).

Брав участь в обласних, всеукраїнських художніх виставках з 1951 року. Персональна виставка відбулася у Запоріжжі у 1977 році.
Деякі роботи зберігаються у Запорізькому художньому музеї.

## Відзнаки
Нагороджений медалями «За перемогу над Німеччиною», «30 років Радянській Армії та Флоту», «20 років перемоги у Великій Вітчизняній війні 1941—1945 рр.», «30 років перемоги у Великій Вітчизняній війні 1941—1945 рр.», «40 років перемоги у Великій Вітчизняній війні 1941—1945 рр.», «50 років Перемоги у Великій Вітчизняній війні 1941—1945 рр.», Жукова, «Захиснику Вітчизни», «Ветеран праці».